# マイ・スパイ
『マイ・スパイ』（原題：My Spy）は2020年のアメリカ合衆国のスパイアクションコメディ映画。監督はピーター・シーガル、出演はデイヴ・バウティスタとクロエ・コールマンなど。戦闘力だけは一流のCIAスパイと天才少女のコンビの活躍を描いている。
本国米国では劇場公開されず、Amazonプライム・ビデオで配信されたが、日本を含む、その他の一部の国では劇場公開された。

## ストーリー
CIAのスパイ、JJは腕力で相手をねじ伏せることにかけては一流だったが、頭を働かせることは苦手だった。そのため、JJは現代におけるスパイ活動に向かないという理由で解雇されそうになったが、その前に最後のチャンスを与えられることになった。命令に従い、JJがある一家を監視する任務に当たっていたところ、9歳の女の子（ソフィー）に監視カメラの所在が突き止められるというハプニングに見舞われた。「これで俺のキャリアは終わりだ」と絶望したJJに対し、ソフィーは「スパイになる方法を伝授してくれれば、黙っていてあげる」と取り引きを持ちかけてきた。JJは乗り気でなかったが、その取り引きに応じるよりなかった。

## キャスト
※括弧内は日本語吹替
- JJ: デイヴ・バウティスタ（山野井仁） - 元軍人のCIAエージェント。肉体派。
- ソフィー・ニュートン: クロエ・コールマン（長縄まりあ） - ケイトの9歳の娘。
- ボビー・ウルフ: クリステン・シャール（英語版）（五味紗也香） - IT担当。JJの相棒に。
- ケイト・ニュートン: パリサ・フィッツ＝ヘンリー（英語版）（大井麻利衣） - JJたちの監視対象の女性。
- キム: ケン・チョン（斉藤隼一） - JJとボビーの上司。
- ヴィクター・マルケス: グレッグ・ブリック（西村健志） - ケイトの亡夫デイヴィッドの兄。
- カルロス: デヴェレ・ロジャース（唐崎法幸） - ケイトのゲイの隣人。
- トッド: ノア・ダンビー（英語版） - カルロスと同棲中のパートナー。無口。

## 製作
2017年10月5日、STXエンターテインメントがデイヴ・バウティスタ主演のコメディ映画の配給権を獲得したと報じられた。2018年7月30日、本作のタイトルが『My Spy』に決定し、ピーター・シーガルが監督に起用されたとの報道があった。10月、ケン・チョン、パリサ・フィッツ＝ヘンリー、クロエ・コールマン、クリステン・シャールがキャスト入りした。
本作の主要撮影は2018年10月15日にカナダのトロントで始まり、同年11月30日に終了した。
2019年10月21日、ドミニク・ルイスが本作で使用される楽曲を手掛けるとの報道があった。2020年3月6日、ソニー・クラシカルが本作のサウンドトラックを発売した。

## 公開・マーケティング
当初、本作は2019年8月23日に全米公開される予定だったが、同年7月に公開スケジュールから引き上げられた。8月、STXエンターテインメントは本作を2020年1月10日に全米公開すると発表したが、後に公開日は同年3月13日に延期された。2020年3月7日、アメリカで新型コロナウイルスが流行していることを受けて、本作の公開日が同年4月17日に延期されるとの発表があった。4月8日、アマゾン・スタジオズが本作の権利を購入し、Amazonプライム・ビデオで配信すると報じられた。
2019年4月3日、本作のオフィシャル・ポスターが公開された。4日、本作のオフィシャル・トレイラーが公開された。

## 評価
本作に対する批評家からの評価は平凡なものに留まっている。映画批評集積サイトのRotten Tomatoesには37件のレビューがあり、批評家支持率は54%、平均点は10点満点で5.14点となっている。サイト側による批評家の見解の要約は「『マイ・スパイ』はデイヴ・バウティスタを「カリスマ的アクションスターが可愛い子供とタッグを組む」という形式に放り込み、凡庸な出来ではあるものの、それなりに楽しめる作品に仕上がった。」となっている。また、Metacriticには6件のレビューがあり、加重平均値は42/100となっている。